# Chamaepetes
Genre
Chamaepetes est un genre d'oiseaux de la famille des Cracidae.

## Liste d'espèces
Selon la classification de référence du Congrès ornithologique international (version 15.1, 2025) :
- Chamaepetes unicolor Salvin, 1867 – Pénélope unicolore ;
- Chamaepetes goudotii (Lesson, RP, 1828) – Pénélope de Goudot.

## Répartition
Les espèces de ce genre se rencontrent en Amérique du Sud.